# Montemiletto
Montemiletto est une commune italienne de la province d'Avellino, dans la région Campanie.

## Administration
| Période                                  | Période | Identité | Étiquette | Qualité |
| ---------------------------------------- | ------- | -------- | --------- | ------- |
|                                          |         |          |           |         |
| Les données manquantes sont à compléter. |         |          |           |         |

### Hameaux
Caponi, Festola, Lomba, Montaperto, San Bartolomeo, San Giovanni, San Nicola, Sant'Angelo, Serra, Stazione di Montemiletto

### Communes limitrophes
Lapio, Montefalcione, Montefusco, Pietradefusi, Prata di Principato Ultra, Pratola Serra, Santa Paolina, Taurasi, Torre Le Nocelle